# Spyridon Trikoupis

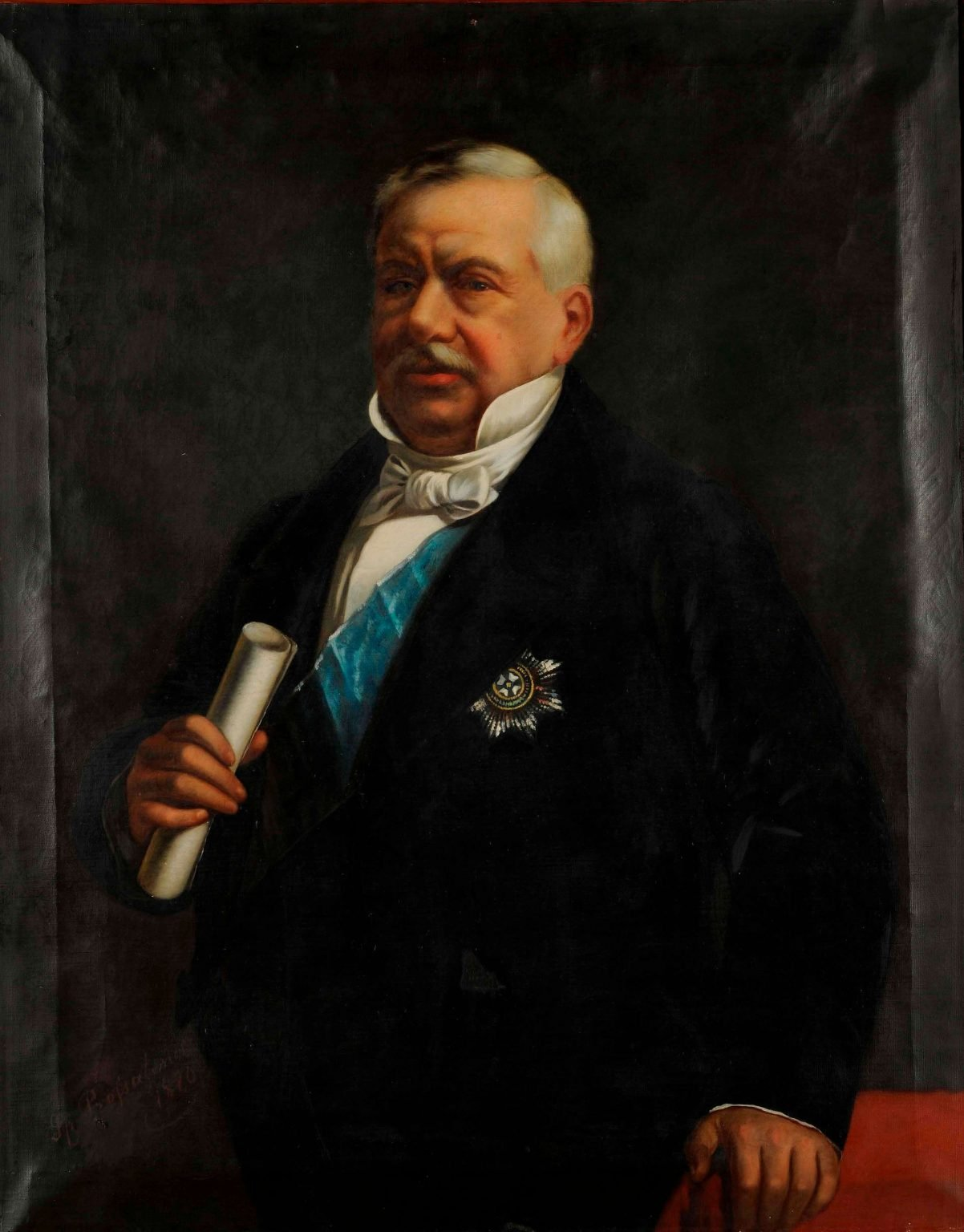
Spyridon Trikoupis.

Spyridon Trikoupis (grekiska: Σπυρίδων Τρικούπης) född den 20 april 1788 i Missolonghi, död den 24 februari 1873 i Aten, var en grekisk statsman och nygrekisk författare, far till Charilaos Trikoupis.
Trikoupis idkade språkstudier i Rom, Paris och London, men återkom vid utbrottet av frihetskriget (1821), vari han deltog. Han uppträdde som framstående talare i lagstiftande församlingen för västra Grekland (1825), var statssekreterare för utrikes ärendena 1828-30, sändebud i London 1835-38, 1841-43 och 1850-61 samt dessemellan konseljpresident 1843 och vicepresident i senaten 1844-49. Hans eldiga vältalighet, hans fosterlandskärlek och hovsamhet i politiken gjorde honom allmänt aktad. 
Trikoupis författade bland annat den allegoriska dikten Ho demos (Folket, 1821, på folkmunart) till armatolernas lov, Logoi epikédeioi kai epini’kioi (Sorge- och segertal; 1829; ny upplaga 1862), varibland talet vid lord Byrons jordfästning och det vid festen över slaget vid Navarino är de märkligaste, samt Historia tes hellenikés epanastafseos (Den hellenska resningens historia; 4 band, 1853-57; 2:a upplagan 1862), den med hänsyn till såväl stil som kritisk sovring bästa samtida skildring, som finns över det moderna Greklands frihetsstrid.